# Roma antigua; Agripina desembarcando con las cenizas de Germánico
Roma antigua; Agripina desembarcando con las cenizas de Germánico (en inglés, Ancient Rome; Agrippina Landing with the Ashes of Germanicus)  es un óleo sobre lienzo realizado en 1839 por el pintor británico Joseph Mallord William Turner.
El lienzo fue originalmente presentado en la Royal Academy formando pareja con otro, Roma moderna; Campo Vaccino, estando ambos inspirados en el poema Liberty de James Thomson. Representa a Agripina la Mayor regresando a Italia con las cenizas de su esposo, Germánico. Actualmente se conserva en la Tate Britain.